# SL-1

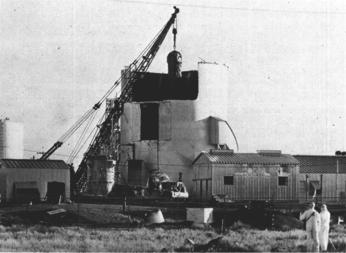
El reactor SL-1 mientras era desmantelado en la National Reactor Testing Station.

El SL-1, o Stationary Low-Power Reactor Number One («reactor estacionario de baja potencia número uno»), fue un reactor de energía nuclear militar experimental de los Estados Unidos, destruido en el primer accidente de una planta nuclear en los Estados Unidos. Parte del Programa de Energía Nuclear de la Armada, durante las fases de diseño y construcción se le denominó Argonne Low Power Reactor (ALPR). Estaba destinado a proporcionar energía eléctrica y calefacción para pequeñas instalaciones militares remotas, tales como emplazamientos de radar cerca del círculo polar ártico, y las de la línea distante de rápido aviso, conocida como DEW Line. La energía proyectada era de 3 megavatios térmicos. La potencia de funcionamiento era de 200 kW eléctricos, 400 kW térmicos, para calefacción. Para realizar pruebas se instaló a 60 km aproximadamente al oeste de Idaho Falls, Idaho, en la Planta Nacional de Pruebas de Reactores, en 43°31′03″N 112°49′26″O / 43.51751, -112.82379.

## Descripción del accidente
El 21 de diciembre de 1960, se apagó el reactor para proceder a su mantenimiento, calibración de los instrumentos, instalación de instrumentos auxiliares e instalación de 44 cables de flujo para controlar los niveles de flujo de neutrones en el núcleo del reactor. Los cables estaban hechos de aluminio con incorporación de aleación de aluminio-cobalto.
A las 9:01 p. m. del 3 de enero de 1961, tras un cierre de 11 días por vacaciones, y durante las acciones de mantenimiento, el SL-1 entró en crisis inmediata. Como resultado, la gran cantidad de calor generada en tan solo 4 milisegundos, provocó la súbita evaporación de parte del agua del núcleo del reactor. El vapor de agua generado provocó una onda de presión que golpeó la parte superior del casco del reactor. Esto empujó la barra de control y todo el casco del reactor hacia arriba, matando al operario que se encontraba encima del casco, dejándolo estampado en el techo. Otros dos empleados militares, un supervisor y uno en formación, también resultaron muertos. Las víctimas fueron los especialistas del ejército John Byrnes, Richard McKinley y el jefe electricista de la marina Mate Richard Legg.

### Principios del reactor y sucesos
En todos los reactores regulados por agua, para hacerlos funcionar se precisa la presencia de agua para moderar (rebajar) la velocidad de los neutrones producidos por la reacción nuclear y permitir que la reacción nuclear prosiga. Si la reacción pasa a ser demasiado grande, varios factores limitan la reacción. El primer factor de limitaciones  es la normal expansión del calor del núcleo ya que cuando sus componentes aumentan su temperatura y la difunden, se disminuye la tasa de reacción. Para este diseño, se podía regular automáticamente la reacción si el período de tasa de crecimiento de energía era de 100 milisegundos o más.
Si la expansión del núcleo no puede reaccionar con la suficiente rapidez o con suficiente reducción de la energía, el siguiente proceso de limitación es la de conversión del agua en vapor, que retira rápida y automáticamente el moderador de agua y apaga la reacción nuclear. El período en lo que esto sucede depende del diseño del reactor. En el diseño de este reactor era de alrededor de 6 milisegundos antes de que se iniciase la formación de vapor, en parte debido al grosor de la cobertura de aluminio del núcleo – una envoltura más delgada hubiera proporcionado una respuesta más rápida al no aislar tanto el núcleo.
Como pequeño reactor, el SL-1 estaba diseñado con una barra principal central de control que era capaz de producir un exceso de reactividad muy grande si se retiraba por completo. El exceso de reactividad es una medida de cuánta capacidad tiene de acelerar la reacción nuclear que se requiere para iniciar una reacción nuclear controlada para la generación de energía. El potencial de exceso de reactividad se requiere siempre debido a que el combustible va siendo menos reactivo a medida que transcurre el tiempo. Un exceso de reactividad más grande incrementa la tasa de la reacción nuclear. En operación normal, las barras de control se retiran únicamente lo suficiente para provocar la suficiente reactividad para una reacción nuclear sostenida y generar energía.
En este accidente, la adición muy grande de reactividad se produjo en un período estimado de 3,6 milisegundos. Lo que era demasiado rápido para que el calor del núcleo atravesara la envoltura de aluminio e hiciera hervir suficiente agua para detener el crecimiento de la energía en todas las partes del núcleo.
En su lugar, el método final de control se produjo en partes del núcleo: vaporización destructiva y consecuente explosión convencional de las partes del núcleo del reactor en las que las mayores cantidades de energía estaban siendo producidas más rápidamente. Se estimó que los procesos de calentamiento y vaporización se produjeron en alrededor de 7,5 milisegundos, con antelación suficiente a que se formara el vapor para apagar la reacción, derrotando al apagado por vapor por unos pocos milisegundos.

### Sucesos después del crecimiento de la energía
No había ninguna otra persona en el emplazamiento del reactor. La finalización de la reacción nuclear fue provocada únicamente por el diseño del reactor y los principios físicos básicos del agua calentada y de la vaporización de los elementos del núcleo, separándolos y retirando el moderador.
Los sensores de calor sobre el reactor dispararon una alarma en la instalación de seguridad del emplazamiento central de pruebas. El primer equipo de respuesta, de bomberos, llegó nueve minutos después e inicialmente no advirtieron nada inusual, con solo una pequeña columna de vapor que salía del edificio, normal para el frío de la noche con una temperatura de -5 °C. El edificio de control parecía normal. Al acercarse al edificio del reactor sus detectores de radiación saltaron rápidamente, hasta el límite de margen máximo, por lo que se retiraron, ya que no sabían si podían actuar con seguridad o cuánto tiempo podían permanecer.
A las 9:17 p. m. llegó un físico de seguridad, y juntamente con un bombero, provistos ambos de botellas de aire y máscaras con presión positiva para forzar la expulsión de cualquier contaminante potencial, se acercaron a las escaleras del reactor del edificio del reactor. Sus detectores presentaban una lectura de 25 roentgen por hora cuando empezaron a subir las escaleras por lo que se retiraron.
Algunos minutos después un equipo de respuesta de físicos llegó con, medidores de radiación capaces de medir radiaciones gamma hasta 500 R/hr, y ropa de protección para todo el cuerpo. Los bomberos subieron las escaleras y desde la cima pudieron ver los daños en la sala del reactor. Con los medidores mostrando lecturas al máximo de la escala se retiraron, en lugar de proseguir un mayor acercamiento al reactor.
Alrededor de las 10:30 p. m. llegó el supervisor del contratista encargado del funcionamiento del emplazamiento acompañado de otros físicos. Ambos entraron en el edificio del reactor y encontraron dos cuerpos mutilados: uno claramente muerto y el otro que se movía ligeramente. Con un límite de un minuto por persona y acceso, un equipo de cinco personas con arneses recuperó el operador que todavía respiraba: no consiguió recuperar la conciencia y falleció de su herida en la cabeza hacia las 11 p. m. Su cuerpo estaba tan contaminado que emitía cerca de 500 roentgen por hora. El equipo buscó pero no encontró el tercer hombre. Con todos los supervivientes recuperados, la seguridad de los rescatadores tomó prioridad, y los trabajos fueron ralentizados para protegerles.
En la noche del 4 de enero un equipo de seis voluntarios utilizó un plan que suponía formar grupos de dos para recuperar el segundo cuerpo. El oro-198 radioactivo de su reloj de oro y el cobre-64 de un tornillo de un encendedor demostraron posteriormente que el reactor ya había alcanzado su punto crítico.
El tercer hombre no fue descubierto durante varios días debido al estado destrozado de la sala. El 9 de enero un equipo de ocho hombres en relevos de a dos, con un permiso de 65 segundos de exposición, utilizaron una red y una grúa para recuperar el cuerpo desde su posición clavado en el techo del reactor.
Los cuerpos de los tres operadores fueron enterrados en sarcófagos de plomo sellados con cemento y situados en bóvedas metálicas con una cobertura de cemento. Todos presentaban heridas físicas, incluyendo varios impactos de fragmentos de ensamblajes de combustible. Richard Leroy McKinley está enterrado en la sección 31 del Cementerio Nacional de Arlington, con medidas especiales de seguridad para evitar la profanación insegura de su tumba.

## Motivos
Uno de los procedimientos de mantenimiento requeridos indicaba que la barra principal de control debía ser retirada manualmente aproximadamente 3 pulgadas para someterla a su mecanismo automático de control, del cual había sido desconectada. Cálculos efectuados después del accidente, estimaron que la barra de control fue realmente retirada de forma manual aproximadamente 20 pulgadas, provocando la explosión de vapor. Las tres teorías más comunes propuestas para esta discrepancia son las de sabotaje o intento de suicidio por parte de uno de los operadores, retirada inadvertida de la barra de control principal, o un intento intencionado de mover la barra de control, para que se moviera más suavemente dentro de su alojamiento. Los registros de mantenimiento no aportan nada sobre lo que los técnicos estaban intentado hacer y por lo tanto la causa cierta del accidente es difícil que llegue nunca a saberse. Hay comentarios que sugieren que en el momento del accidente el operador estaba intentando reinsertar la barra de control para evitar la reacción descontrolada.
La investigación duró casi dos años y los cables de flujo instalados de nuevo facilitaron información de importancia acerca de lo que sucedió en el núcleo del reactor.

## Consecuencias
Los restos del reactor SL-1 están ahora enterrados cerca de su emplazamiento original.
El accidente provocó que su diseño fuera abandonado y que en los futuros reactores la extracción de una única barra de control no pudiera producir un exceso de reactividad demasiado grande, como era posible con este diseño. Ahora esto es conocido como el criterio "one stuck rod" (o de "una barra encallada") y requiere la completa capacidad de apagado incluso en el caso de que la barra de control con mayor antireactividad quedara encallada en posición de extracción total. 
El accidente también mostró que en un accidente extremo real, la disgregación del núcleo y la conversión del agua en vapor apagarían instantáneamente la reacción nuclear, demostrando la inherente seguridad del diseño de un reactor moderador y refrigerado por agua contra la posibilidad de una explosión nuclear en el caso de un accidente real.
Para producir una explosión nuclear propiamente dicha, además de un rápido incremento de la potencia generada por fisión, hay que lograr que estas condiciones se mantengan durante un período suficientemente largo (en las pequeñas escalas de tiempo que intervienen en estos fenómenos) como para que se genere la suficiente cantidad de energía. Para ello se requiere, en primer lugar, que el exceso de reactividad sea sustancialmente mayor al necesario para alcanzar la criticidad con neutrones inmediatos, permitiendo que la potencia se incremente a un ritmo mucho más rápido, acumulando mucha más energía antes de que la masa crítica se disgregue. También es necesario que la reacción en cadena se produzca con los propios neutrones rápidos procedentes de la fisión. En el caso de un reactor nuclear, la configuración del combustible tan solo es crítica si los neutrones rápidos son moderados previamente hasta bajas energías (o termalizados). Este proceso requiere de cierto tiempo (aunque relativamente corto), aumentando el tiempo entre generaciones sucesivas de neutrones y limitando así la tasa de incremento de la potencia. De hecho, en un reactor nuclear, en el momento en que, fruto del incremento de potencia, el agua circundante se evapora y se expande, los neutrones no pueden ser moderados adecuadamente y el reactor deja de ser crítico, deteniéndose la reacción en cadena. Así pues, un accidente del tipo descrito puede dar como resultado una explosión de vapor y un núcleo del reactor seriamente dañado, pero en ningún caso el tipo de explosión que tiene lugar en un arma nuclear.
Incluso sin un edificio de contención como los que se usan actualmente, el edificio retuvo la mayor parte de la radioactividad, a pesar de que el nivel de yodo-131 en las plantas durante varios días de control alcanzó cincuenta veces los niveles dispersados en el aire.
Los límites de exposición a la radiación anteriores al accidente eran de 100 roentgen para salvar la vida y de 25 para salvar elementos valiosos. Durante la respuesta al accidente 22 personas recibieron dosis de 3 a 27 roentgen de exposición total del cuerpo y 3 dosis por encima de 27 R. En marzo de 1962, la Comisión en Energía Atómica de los Estados Unidos, recompensó con certificados de heroísmo a 32 de los participantes en la respuesta.
La documentación y procedimientos requeridos para el funcionamiento de reactores nucleares creció sustancialmente, pasando los procedimientos normales que previamente se contenían en dos páginas a centenares de ellas. Los medidores de radiación fueron cambiados para permitir rangos más elevados para las actividades de respuesta de emergencia.
Después de una pausa para evaluación de los procedimientos el ejército continuó el uso de reactores, haciendo funcionar el Reactor Móvil de Baja Potencia (ML-1), que arrancó a potencia completa el 28 de febrero de 1963, pasando a ser la planta de energía nuclear más pequeña en hacerlo. El diseño demostró ser demasiado avanzado para los materiales disponibles y fue abandonado debido a problemas de corrosión. Aunque las pruebas habían demostrado que la energía nuclear podía suponer costes totales más bajos, las presiones financieras de la guerra de Vietnam provocaron que el ejército optara por costes iniciales más bajos y abandonara su programa de reactores en 1965.